# Tomelilla (Gemeinde)
Koordinaten: 55° 33′ N, 13° 57′ O

Tomelilla ist eine Gemeinde (schwedisch kommun) in der südschwedischen Provinz Skåne län und der historischen Provinz Schonen. Der Hauptort der Gemeinde in der Region Österlen ist Tomelilla.

## Wirtschaft
Die Wirtschaft wird von landwirtschaftlichen Betrieben und Firmen des Dienstleistungssektors dominiert. Zu den größten Unternehmen gehören die Molkerei Skånemejerier, Swegon, Lindsténs Elektriska und Ingelsta Kalkon.

## Orte
Folgende Orte sind Ortschaften (tätorter):
- Brösarp
- Lunnarp
- Onslunda
- Smedstorp
- Tomelilla